# Gunnar Skagerlund
Nils Carl Gunnar Skagerlund (i riksdagen kallad Skagerlund i Dyltabruk), född 8 oktober 1921 i Axberg, Örebro län, död 24 december 2000 i Axberg, var en svensk lantbrukare och politiker (folkpartist). Son till riksdagsmannen Carl-David Skagerlund.
Gunnar Skagerlund var lantbrukare i Dyltabruk i Axbergs landskommun, där han också var kommunalt verksam och bland annat var kommunalfullmäktiges ordförande 1967-1970 och ordförande i den lokala folkpartiavdelningen 1959-1990. 
Skagerlund var riksdagsledamot i första kammaren för Örebro läns valkrets 15 oktober-31 december 1966 samt 1969-1970. I riksdagen var han bland annat ledamot i jordbruksutskottet 1969-1970. Han var särskilt engagerad i jordbrukspolitik men var också aktiv exempelvis för skärpta regler om sprit- och tobaksreklam.